# Герб Блекінге
Герб Блекінге (швед. Blekinge vapen) — символ історичної провінції (ландскапу) Блекінге. 
Також вживається як офіційний символ сучасного адміністративно-територіального утворення лену Блекінге.

## Історія
Герб Блекінге було розроблено 1660 року для представлення недавно включеної до складу Швеції нової провінції під час похорону короля Карла X Густава. 
Як герб лену Блекінге цей знак затверджено 1944 року.

## Опис (блазон)
У синьому полі золотий дуб з такими ж трьома коронами, нанизаними на стовбур. 

## Зміст
Вважається, що три корони на гербі провінції появилися як провокаційний символ, який мав підкреслити перемогу над данцями (три корони, одна над одною, прикрашали в XVII ст. вежу королівського замку в Копенгагені).
У 1944 році було уточнено, що дерево на гербі — це дуб. 
Герб ландскапу може увінчуватися герцогською короною. Герб лену може використовуватися органами влади увінчаний королівською короною.